# Hankinesere
Hankineser eller bare Han (kinesisk: 漢族, forenklet tegn: 汉族; transskriberet i Pinyin: hànzú) er navnet på den etniske gruppe, som majoriteten af kineserne tilhører, og som derved også er verdens største befolkningsgruppe. Hankineserne udgør 91,59 % af Folkerepublikken Kinas befolkning og næsten en femtedel af jordens samlede befolkning. Begrebet afledes i sidste ende fra floden Han, der lå i det oprindelige magtområde for den første kejser af Han-dynastiet, Liu Bang. Mange kinesere betegner stadig sig selv som 汉人 (hànrén, "hanpersoner").
Ordet hankineser bruges af fleste kinesere som betegnelse for dem selv, og navnet tjener til at adskille dem fra de nationale mindretal på 55 anerkendte og ca. 15-20 ikke officielt anerkendte befolkningsgrupper. I Folkerepublikken Kina kalder man alle statsborgere for kinesere, uanset deres etniske tilhørsforhold. Gruppen af hankinesere indeholder mange kulturelt og sprogligt adskilte grupper, hvor forskellene kan være mindst ligeså store som mellem forskellige europæiske nationaliteter. Sproget, der tales i Kina, hedder Hànyǔ (汉语) på kinesisk, dvs. hanfolkets sprog, men hankineserne taler mange forskellige varianter af deres sprog, og selv om de normalt kaldes for dialekter, så er forskellene mellem dem så store, at de kunne opfattes som forskellige sprog.
De kulturelle forskelle i mad, tøj og traditioner er mindst lige så store, og gennem Kinas historie finder man mange eksemper på konflikter og krige mellem de forskellige grupper af hankinesere. Disse forskelle har ikke begrundet nogen etnisk separatisme indenfor folket, og forskellene i religiøse og politiske opfattelser har heller ikke forstærket de regionale uligheder. Snarere har der været en udbredt opfattelse af, at de modsætninger, der findes, bør tones ned.
En stærkt forenende faktor er det kinesiske skriftsprog. Trods store forskelle i de talte dialekter, er der kun lidt forskel i det skriftlige sprog. Dette har den fordel, at en avis udgivet i Beijing også kan læses og forstås i Shanghai og Hongkong, selvom indbyggerne i disse byer ikke nødvendigvis er i stand til at forstå hinandens talte sprog. Der er derfor ikke nogen litteratur specifikt på kantonesisk eller hakka, eftersom dialekter og regionale særheder er svære at skildre i skrift. Det er muligt at krydre tekster med lokalt sprogbrug, slang, folkeviser m.m., men det gøres sjældent. Derfor har dialekter ikke givet anledning til regional separatisme eller nationalisme.